# 島翼龍屬
島翼龍（意為「島嶼（的）手指」）是翼龍目喙嘴翼龍科的一屬，化石發現於古巴比那爾德里奧省維尼亞萊斯的哈瓜組地層，年代屬於晚侏羅世的牛津階。
1918年，美國古生物學家巴納姆·布朗在一個海相沉積層發現七塊帶有化石的石灰岩岩塊，但之後並沒有處理化石、清理母岩。在1966年，其他科學家使用酸性溶劑，將島翼龍的化石與石灰岩塊分開，才發現這些化石是翼龍類。
在1969年，美國古生物學家內德·科爾伯特（Edwin Harris "Ned" Colbert）將這些化石敘述、命名。模式種是西方島翼龍（N. hesperius）。屬名在古希臘文意為「島嶼的手指」；種名在古希臘文意為「西方」。
島翼龍的模式標本（編號 AMNH 2000）是一個關節脫落的部份身體骨骸，是從石灰岩層中發掘出來，包含：頭顱骨碎片、眾多的脊椎與尾椎、尾椎的脊椎關節突（科爾伯特認為是骨化肌腱）、肩帶、胸骨、手臂與部份手掌、部分骨盆、部分股骨、部分蹠骨、以及肋骨。這些化石雖然關節脫落，但並沒有被擠壓變形。
科爾伯特發現，雖然島翼龍與喙嘴翼龍的體型與身体結構相似，但島翼龍擁有較粗壯的四肢與較長的腿。科爾伯特將島翼龍分類於喙嘴翼龍科。James A. Jensen、約翰·奧斯特倫姆在1977年所敘述、命名的Nesodon，與島翼龍是同一種動物。雖然島翼龍與在同地層發現的卡奇布翼龍（Cacibupteryx）的化石材料有稍微重複，但這兩者的肘部關節與方骨有顯著的不同。有一個2006年的研究將島翼龍歸類於喙嘴翼龍科

## 外部連結
- Nesodactylus in The Pterosaur Database
- Nesodactylus in The Pterosauria